# Juno to Jupiter
A Juno to Jupiter egy 2021. szeptember 24-én megjelent Vangelis stúdióalbum címe, amely a NASA 
Juno-expedíciójának ihletésére született.
A Juno űrszonda küldetésének fő célja a Jupiter eredetének és kialakulásának felkutatása. 
Vangelis műve azt a mitológiai - illetve az expedíció szempontjából valóságos - eseményt idézi fel, miszerint a római mitológiából származó Jupiter (görög megfelelője Zeusz) főisten felhőkbe burkolózik, hogy azok elrejtsék a vétségeit, azonban a felesége Juno, a szülés és a házasság istennője képes rá, hogy átlásson a felhőkön és felfedje Jupiter valódi természetét.
A Decca lemezkiadó által megjelentetett nagylemez 18 zeneszámból áll, melyből háromban is közreműködik a világhírű szoprán opera-énekesnő Angela Gheorghiu, mint Juno megszemélyesítője. Az album hangfelvételeket tartalmaz a Juno űrszonda földi indításáról, a szondából és környezetéből, valamint a Juno
útjáról, amit a szonda küldött vissza a Földre. Az Apo 22 című számban a NASA felvételeiről 
megszólalnak a program vezető munkatársai is.

## Az album zeneszámai[4]
| 1.    | Atlas' Push                 | 3:41  |
| 2.    | Inside Our Perspectives     | 3:32  |
| 3.    | Out In Space                | 4:14  |
| 4.    | Juno's Quiet Determination  | 5:18  |
| 5.    | Jupiter's Intuition         | 3:58  |
| 6.    | Juno's Power                | 4:09  |
| 7.    | Space's Mystery Road        | 4:18  |
| 8.    | In The Magic Of Cosmos      | 2:07  |
| 9.    | Juno's Tender Call          | 3:42  |
| 10.   | Juno's Echoes               | 3:39  |
| 11.   | Juno's Ethereal Breeze      | 1:31  |
| 12.   | Jupiter's Veil Of Clouds    | 5:17  |
| 13.   | Hera/Juno Queen Of The Gods | 4:21  |
| 14.   | Zeus Almighty               | 11:01 |
| 15.   | Jupiter Rex                 | 1:36  |
| 16.   | Juno's Accomplishments      | 4:23  |
| 17.   | Apo 22                      | 1:54  |
| 18.   | In Serenitatem              | 4:15  |
| 72:58 |                             |       |